# Irene Khanová
Irene Zubaida Khanová (* 24. prosince 1956 v Dhace, Bangladéš) byla sedmou generální tajemnicí mezinárodní lidskoprávní organizace Amnesty International.

## Biografie

### Počátek kariéry
Irene Khanová vyrůstala v relativně bohaté rodině během občanské války v Bangladéši. Občanská válka a častá porušování lidských práv, k nimž během války docházelo, pomohla formovat její celoživotní zápal pro aktivismus. Kvůli studiím opustila Bangladéš a vydala se do Severního Irska. Následně vystudovala práva na Universitě v Manchesteru. Ve svých studiích pokračovala ve Spojených státech na Harvard Law School, kde se specializovala na veřejné mezinárodní právo a lidská práva. Díky svému zájmu o práci přímo s lidmi pomáhala v roce 1977 založit rozvojovou organizaci Concern Universal a v roce 1979 začala svoji práci lidskoprávní aktivistky s organizací International Commission of Jurists.

### OSN
V roce 1980 začala pracovat v OSN pro Úřad Vysokého komisaře OSN pro uprchlíky (UNHCR). Pracovala v mnohých vedoucích pozicích a na poli mezinárodní ochrany uprchlíků. Od roku 1991 do roku 1994/1995 byla na pozici Senior Executive Officer pro Sadaku Ogatovou, která tehdy byla Vysokou komisařkou OSN pro uprchlíky. Irene Khanová byla v roce 1995 jmenována šéfkou mise v Indii a v roce 1998 jmenována do Centra pro výzkum a dokumentaci. Během krize v Kosovu v roce 1999 vedla tým do Makedonie a byla později ve stejný rok jmenována na pozici zastupujícího ředitele mezinárodní ochrany.

### Amnesty International
Irene Khanová nastoupila do Amnesty International v srpnu 2001 jako generální tajemnice.
V prvním roce v úřadu osobně vedla misi do Pákistánu, do Izraele a do Kolumbie před prezidentskými volbami v květnu 2002. Na setkání s presidentem Pákistánu Mušarrafem, Libanonu Emilem Lahúdem a premiérem Bangladéše Khaledou Ziou žádala lepší ochranu lidských práv pro ženy. Započala konzultace s aktivistkami ženských hnutí pro vytvoření globální kampaně Amnesty International Stop násilí na ženách.
V Austrálii přitáhla pozornost veřejného mínění k tématu zadrženým čekatelům o azyl, v Burundi se setkala s oběťmi masakru a žádala presidenta Pierra Buyoya a další strany konfliktu, aby ukončili kruh porušování lidských práv.
Irene Khanová byla na pozici generální tajemnice Amnesty International první ženou, prvním Asiatem a první muslimkou.

### Ocenění
Irene Khanová získala několik akademických ocenění, cenu Ford Foundation Fellowship, Pilkingtonovu cenu Žena roku a v roce 2006 Sydney Peace Prize.